# Alas rotas (telenovela)
Kanatsız Kuşlar es una serie de televisión turca de 2017, producida por Koliba Film y emitida por ATV.

## Trama
Nefise es una joven madre de cuatro, Zeynep, Emre, Cemre y la pequeña Aysun. Después de la muerte de su esposo se ha quedado sin sustento. Nefise hará lo posible por atender las necesidades de sus hijos, pues ellos son su motivación. Esto no será fácil ya que ella y su familia pasarán por momentos muy difíciles. Nefise y Zeynep encontrarán el amor en la misma familia de la mano de dos hermanos ricos y poderosos.

## Reparto
- Melis Tüzüngüç como Zeynep Şanlı.
- Ümit İbrahim Kantarcılar como Onur Karamaner.
- Ahmet Varlı como Ahmet Köksal/Kartal Karan.
- Deniz Bolışık como Nefise Karamaner.
- Fatih Al como Muzaffer Karamaner.
- Seda Türkmen como Tuba.
- Servet Pandur como Azime Şanlı.
- Evren Bingöl como Fazıl.
- Gizem Güneş como Cemre Şanlı.
- Emir Özden como Emre Şanlı /Murat Karamaner.
- Eliz Neşe Çağın como Aysun Şanlı.
- Emre Melemez como Lüftü.
- Sinem Karel Gürtekin como Emel.
- Yusuf Baymaz como Suat.
- Deniz Sayar como Şerife.
- Kahraman Sivri como Rahmi Köksal.
- Öykü Naz Altay como Ceylan.
- Nalan Olcayalp como Zeliha.
- Can Albayrak como Serkan.
- Tunahan Şahin
- Canan Mutluer como Zerrin Karamaner.
- Mustafa Vural como Kaan.
- Özlem Gezgin como Aylin.
- Melisa Akman como Aslı.
- Poyraz Bayramoğlu como Mert Karamaner.
- Sera Arıman como Asya Arazzoglü.
- Cengiz Bektaş como Cemil.